# Pøbel
Pøbel ist das Pseudonym eines anonymen Künstlers aus Bryne, Norwegen. Seine Arbeit umfasst Gemälde, Fotografien, Skulpturen und Formen von Kunst im öffentlichen Raum.

## Karriere
Mitte der 2000er Jahre erlangte Pøbel in Norwegen erstmals nationale Bekanntheit, als er verlassene Gebäude auf den Lofoten im Norden des Landes verzierte. Er brachte mit seiner Aktion das urbane Streetart-Phänomen in ländliche Gebiete und die Natur, wodurch er eine Debatte über die Bedeutung von Straßenkunst auslöste.

### Frühe Karriere

Pøbel – Schmetterling auf den Lofoten, Norwegen

Als Teenager begann er, den Namen Pøbel zu verwenden. Er brachte sich selbst Schablonentechniken bei und fing 1999 mit dem Malen an. Einige seiner ersten Arbeiten tauchten in Norwegen in den Städten Stavanger und später in Bergen auf. 2006 sorgte er für eine Kontroverse, als er einen toten Pottwal besprühte, der an der Küste von Eggum auf den Lofoten gestrandet war und dort verrottete. 2008 nahm er an der Ausstellung Banksy's Cans Festival teil.

## Werke

### Arbeiten auf den Lofoten
2006 startete Pøbel das Kunstprojekt „Øde dekor“ („Trostlose Dekorationen“) auf den Lofoten zusammen mit Olav Kvalnes, einem Freund. 2007 wurde der Künstler Dolk eingeladen, bei der Organisation des Projekts zu helfen, das in „Ghetto spedalsk“ („Ghetto-Aussätziger“) umbenannt wurde. Gedacht war es als großes Kunstfestival mit der Intention, weitere Künstler dazu aufzurufen, in kurzer Zeit Gebäude zu verzieren. Die schiere Größe des Geländes und der große Abstand zwischen den Häusern ließen die Umsetzung der Pläne jedoch nicht zu. Im Laufe mehrerer Jahre gestalteten Pøbel und Dolk dennoch ein Dutzend Häuser.

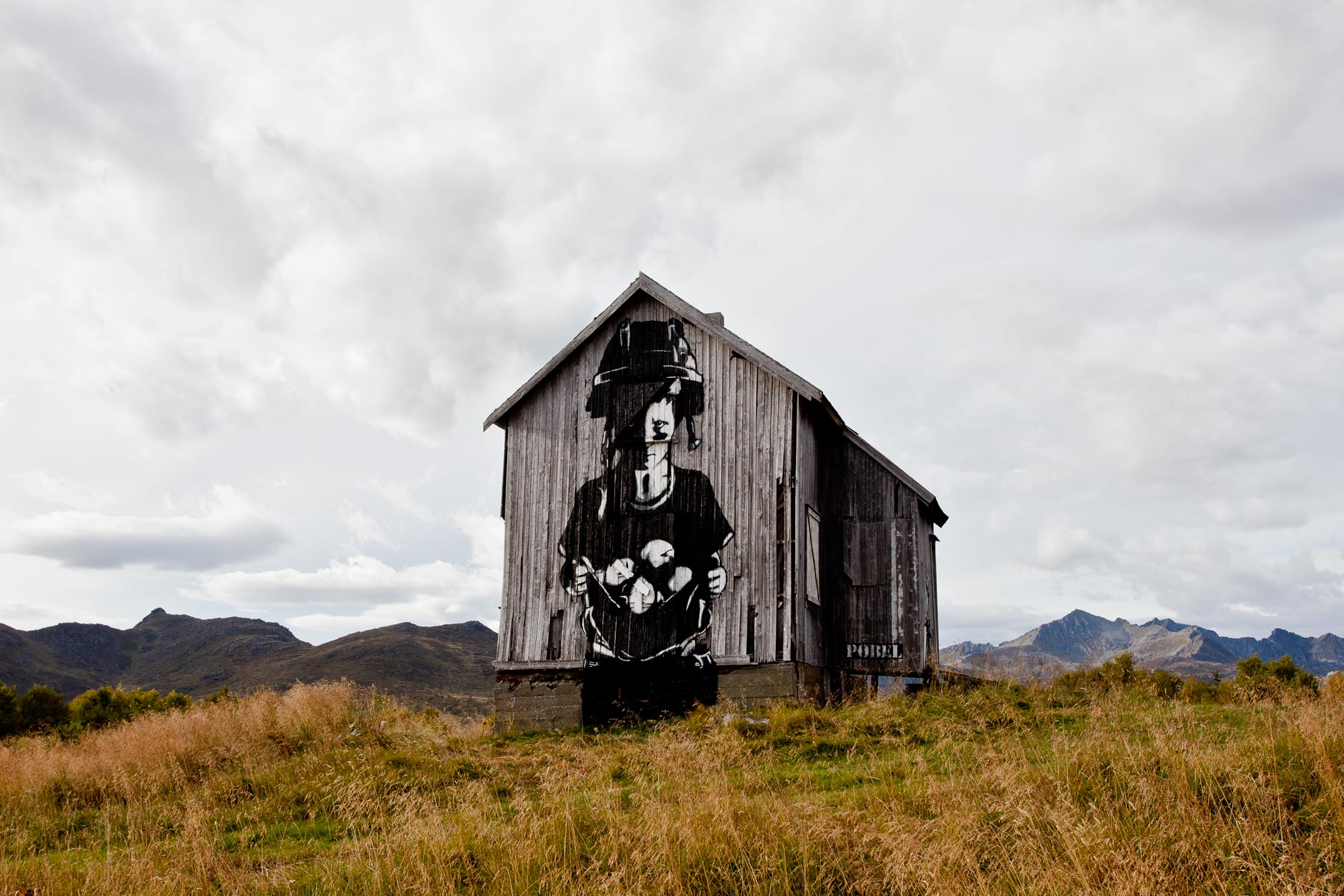
Pøbel – Lofoten, Norwegen 2010

„Ghetto Spedalsk“ wurde als eines der „meistdiskutierten Kunstprojekte in Norwegen der letzten zehn Jahre“ bezeichnet. 2010 widmete das norwegische Fernsehen NRK eine ganze Episode seiner wöchentlichen Sendung „Nasjonalgalleriet“ der Straßenkunst und „Ghetto spedalsk“. Das Projekt erregte auch international Aufmerksamkeit, mit einem Artikel in der New York Times und als Thema des Kurzdokumentarfilms „Changing landscapes“.
Eine von vier Wänden, die Pøbel in Vestvågøy, Norwegen, bemalt hatte, wurde gestohlen und ist bisher nicht wieder aufgefunden worden.

Pøbel – Pfeiferauchender Fischer – Henningsvær, Norwegen

### Komafest
Gemeinsam mit dem Nordnorwegischen Künstlerzentrum (NNKS) organisierte Pøbel im Juli 2012 in Vardø das „Komafest“ („Comaparty“), eine Fortsetzung von „Øde dekor“. Norwegens nordöstlichste Stadt erlebte seit den 1960er Jahren aufgrund einer Krise in der Fischereiindustrie einen stetigen Bevölkerungsrückgang. Da mehr als 50 % der Einwohner abwanderten, sah sich die Stadt mit dem Verlust der Infrastruktur sowie mit Fabriken und Häusern in heruntergekommenem Zustand konfrontiert. Im Laufe von zwei Wochen wurden verlassene Gebäude mit Dutzenden von Kunstwerken der teilnehmenden Künstler dekoriert: Stephen Powers (US), Vhils (PT), Roa (BE), Atle Østrem (NO), Claudio Ethos (BR), -itso/cv E. B. Itso (DK), Husk mit navn (DK), Horfe (FR), Ken Sortais (FR), Remed (FR) und Conor Harrington (IE). Laut Pøbel spielt der Name „Komafest“ darauf an, „die Häuser aus ihrem Schlummer zu wecken.“
Der Tourismus nahm zu, die einzigartige Kunst lockte Menschen in die Stadt.

### MUTE

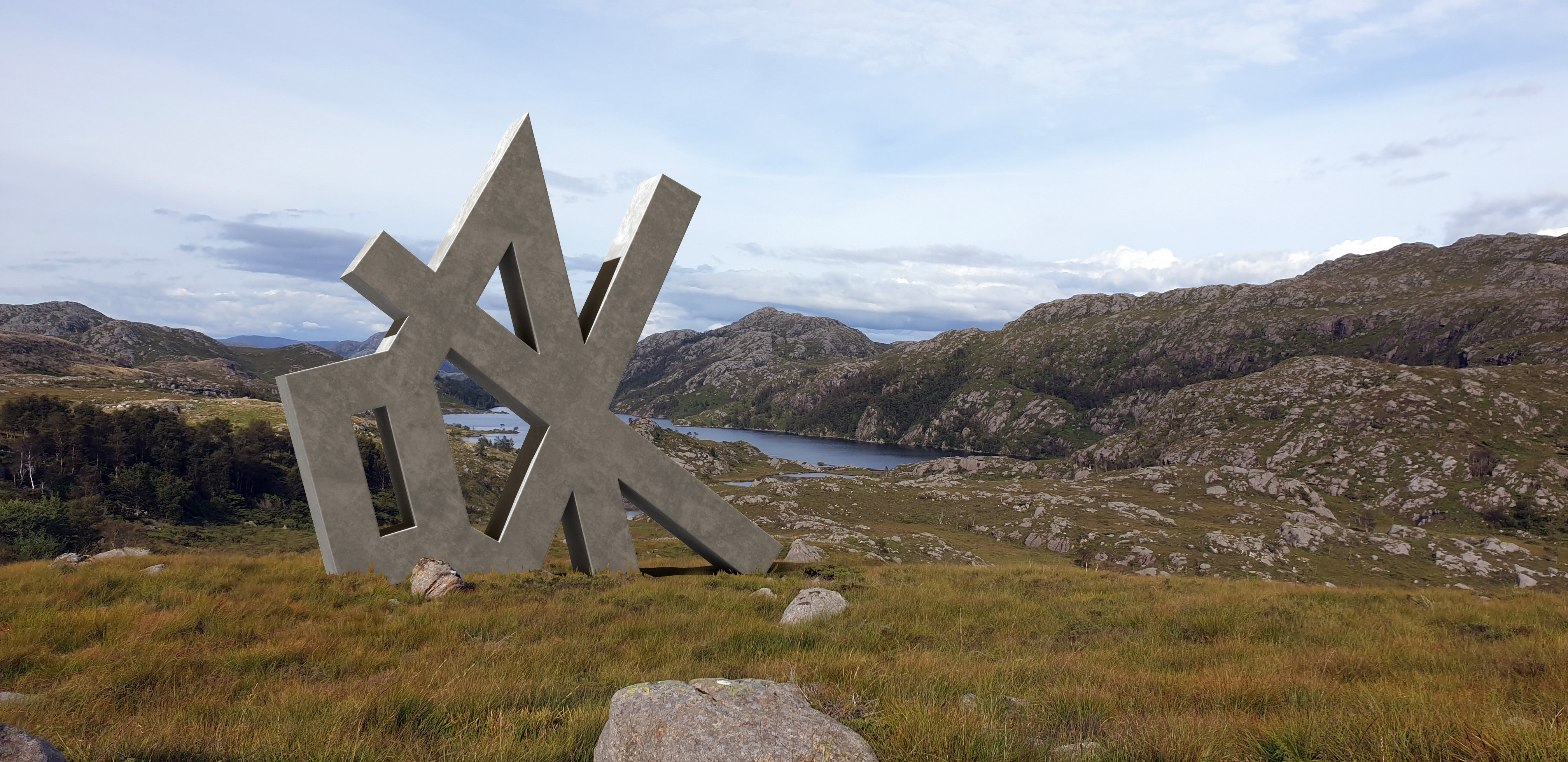
Eine Illustration dessen, was Pøbels jüngste Erweiterung seines Mute-Konzepts werden könnte.

Mute ist ein Konzept, das Pøbel seit Anfang der 2010er-Jahre verfolgt und weiterentwickelt.
2011 fiel Pøbel auf, dass einige seiner Arbeiten ein Paradoxon hervorriefen: Die meisten Menschen sahen Fotos seiner Malereien und nicht die Malereien selbst. Das brachte ihn dazu, die Dynamik von Malerei und Fotografie zu hinterfragen. War das Foto eine Dokumentation des Gemäldes oder war das Gemälde ein inszeniertes Element, um das Foto als eigenständiges Kunstwerk schaffen zu können?
2012 begann er, ein Mute-Symbol (Stummschaltsymbol) an verschiedenen Orten der Umgebung zu sprühen. In Dänemark verwendete er es im Folgejahr auf alten Autos. Diese wurden aus großer Höhe fallen gelassen und davon Fotos gemacht, kurz vor dem zerstörerischen Aufprall. Auch auf den Straßen Tokios in Japan wurde das Mute-Symbol 2014 gesichtet.
2015 wurde das Mute-Symbol an mehrere Gebäude in Guangzhou, China, in einem Armenviertel gesprüht, das von modernen Wolkenkratzern umgeben ist. Das Symbol wurde hier verwendet, um die lokale Bevölkerung in ihrem Protest gegen Investoren zu unterstützen, die das ganze Gebiet aufkaufen wollten. Während der Aktion dachten einige Einheimische jedoch, Pøbel sei von der Regierung und markiere, welche Gebäude abgerissen werden sollten. Pøbel und sein Team wurden von 20 uniformierten, mit Schlagstöcken ausgerüsteten Wachleuten verfolgt.

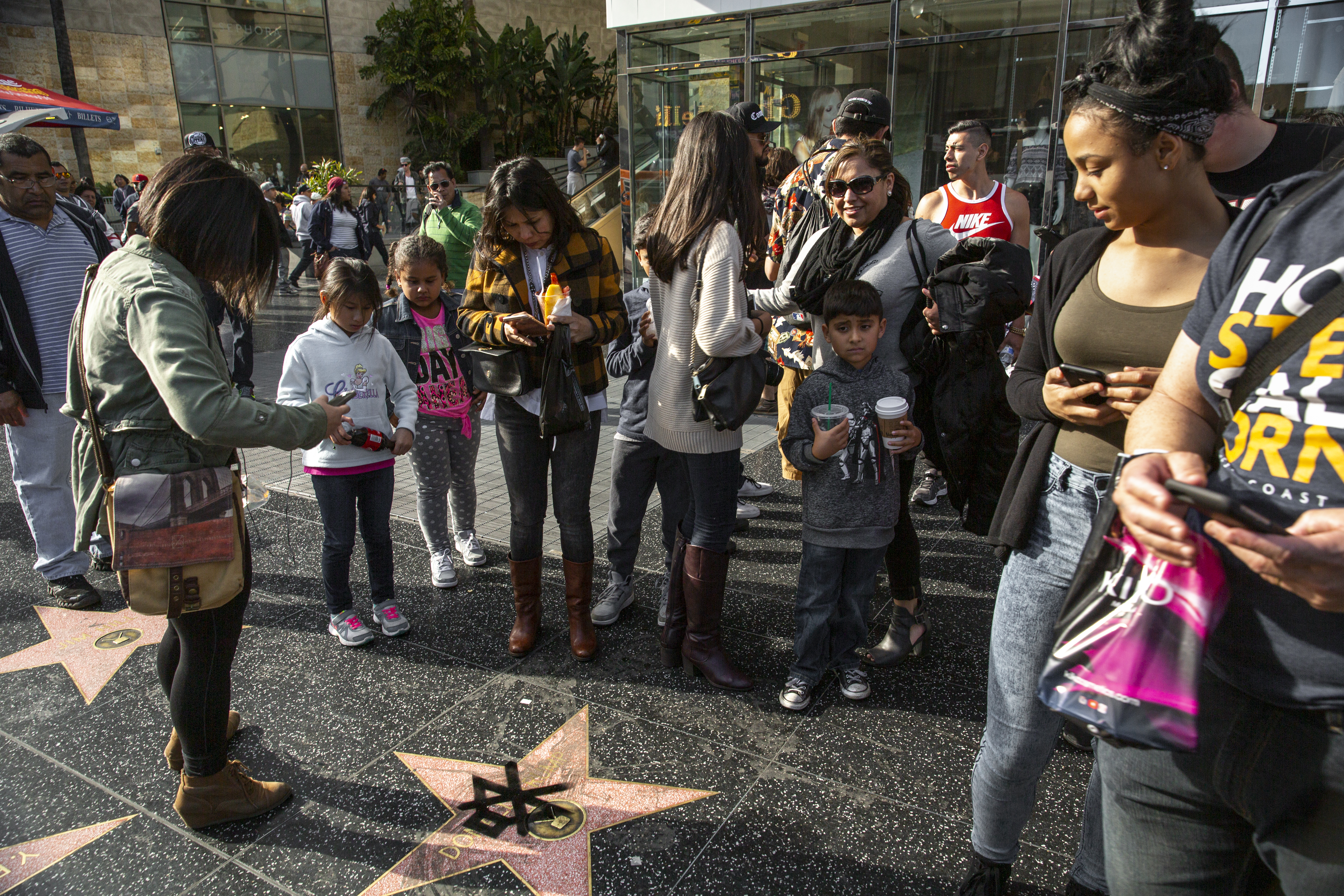
MUTE von Pøbel

Im April 2016 sprühte Pøbel das Mute-Symbol auf Donald Trumps Stern auf dem Hollywood Walk of Fame in Los Angeles. Millionen sahen sich den Videoclip am ersten Tag der Veröffentlichung auf YouTube an. Pøbel lehnte Interviews darüber ab, um die Interpretation offen zu lassen. Er sagte Nachrichtenagenturen gegenüber aber, dass es Teil eines größeren Konzepts sei. Seitdem ist das Mute-Symbol an verschiedenen Orten auf der ganzen Welt zu finden, wie in Japan, Indien, Russland, Peru und Norwegen.
Ende 2020 begann Pøbel mit der Arbeit an einer großen Skulptur des Mute-Symbols, die in der norwegischen Natur installiert werden soll.